# Cuspidaria alternata
Cuspidaria alternata är en musselart som först beskrevs av d'Orbigny 1842.  Cuspidaria alternata ingår i släktet Cuspidaria och familjen Cuspidariidae. Inga underarter finns listade i Catalogue of Life.